# 中兴通讯
中興通訊股份有限公司（簡稱中興通訊或中興；深交所：000063、港交所：763），是一家中國大陸跨國科技公司，於1985年成立。总部在广东深圳。
中兴通讯运营三大业务：运营商网络（54％）、终端（29％）、电信（17％）。中兴通讯的核心产品是无线通讯、电信交换、接入、光传输和数据电信设备、移动电话和电信软件。它还提供增值服务产品，如点播和流媒体视频。中兴通讯主要以自己的品牌销售产品，但也进行代工生产。
中兴通讯曾是中国大陸本土市场上五个最大的智能手机制造商之一，在全世界范围内排行前十。
2018年發生美国制裁中兴事件，美方制裁中兴，一度面臨危機，在中兴通讯缴交14亿美元罚款及保证金并宣布将展开检讨后，美国商务部正式解除对该公司的出口禁令，中兴可以重新向美国公司购买零件，恢复正常生产，事件正式结束。

## 歷史

1985–2015中興logo
2015–現在中興logo
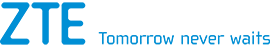
帶有標語的2015版logo

### 早期发展
1985年2月，中興通訊前身深圳市中興半導體有限公司（简称：中兴半导体公司）成立，当时是航天部691厂、香港运兴电子贸易公司和中国长城工业公司深圳分公司（后改称：深圳广宇工业（集团）公司）三家合营的企业；其核心是地处西安市的691厂，是一家对外保密，专门生产半导体器件的军工厂，其带头人叫侯为贵，他先前到美国考察后认识到中美在半导体技术方面的巨大差距，遂决定在深圳创办公司，原计划直接引进发展半导体技术，但由于资金短缺，他只能先从事来料加工业务，赚最为辛苦的加工费以维持生计，同时寻觅合作伙伴，后来在香港找到了从事贸易的运兴电子贸易公司，在深圳找到了中国长城工业公司深圳分公司，三家于1985年成立了深圳中兴半导体有限公司，其中的“中”代表了中国长城工业公司，“兴”代表了运兴贸易公司，“中兴”就是中国要兴盛之意。当时公司的注册资金280万人民币，691厂占了66%，侯为贵出任首任总经理。
1986年，中兴半导体開始自主研發，并成立8人研制开发小组（此为日后中兴深圳研究所的雏形），此时由于程控交换机市场巨大，侯为贵于是把公司发展方向由研发半导体改为研发程控交换机。
1987年，公司与北京邮电学院程控交换系合作，当年9月就研制成68线的小型交换机，并通过邮电部测试鉴定，7月取得进网许可证，这也是中兴半导体第一个拥有自有知识产权的产品。1990年，自主研發的第一台數據數字用戶交換機ZX500，成功面市，后被认定为是中国具有自主产权的第一台数字程控交换机，该产品的成功使得中兴半导体1991年经营业绩迅速攀升，销售额达1.1亿多元，利税高达6800多万元。但之后由于原始股东之间对公司发展，利益分配存在较大冲突，于是1993年初，中兴半导体公司的一批科技骨干出资300万元，成立了深圳中兴维先通讯设备公司。同年3月，中兴半导体公司原先的股东正式“分家”；其中两大股东，即691厂、深圳广宇工业（集团）公司，与中兴维先通讯公司共同投资，组建深圳中兴通讯设备有限公司（简称：中兴通讯），继续从事程控交换机的研发，中兴通讯公司就从原中兴半导体公司中脱胎出来。但中兴通讯仍为国有企业与民营企业的混合体，为处理这种特殊关系，侯为贵提出了“国有控股、授权经营”模式，也就是说，中兴通讯公司是国有控股企业，但国有控股企业授权民营企业——由中興通訊管理及研发骨干组建的中兴维先通讯设备公司来经营。
1993年，中兴通讯公司的2000门数字程控交换机投入生产并获得邮电部颁发的首批入网许可证。在当年中国大陆农村电话年新增加的容量中，中兴的电讯交换产品已经占到了市场份额的一半，这也打破了西方通讯巨头在中国大陆地区电讯交换领域的长期垄断。同年开始向国际市场发展。
1996年獲得孟加拉国交換總承包項目。1997年，深交所A股上市。
1998年，中兴設立美國研究所（新澤西、聖地亞哥、矽谷3家）。同年獲巴基斯坦交換總承包項目，金額為9700萬美元，是當時中國大陸通信製造企業在海外獲得的最大一個通信「交鑰匙」工程項目，令世界矚目，当年中兴的海外销售额占总销售额的比例达到了40%。
1999年，中興自主研發的全套GSM900/1800雙頻移動通信系統獲得信息產業部頒發的六張電信設備進網許可證。在海外市场，與南斯拉夫BK集團簽訂總額為2.25億美元的GSM移動通信設備供貨合同，这是中國大陸擁有自主知識產權的GSM移動通信產品首次出口。同年进入手机市场，推出ZTE 189全中文雙頻手機。
2000年，中興通訊銷售額突破100億元人民幣。成立韓國研究所，致力於CDMA產品研發。時任中共中央總書記江澤民視察中興通訊，就貫徹落實CDMA技貿結合、股票期權等問題做出重要指示。

### 21世纪

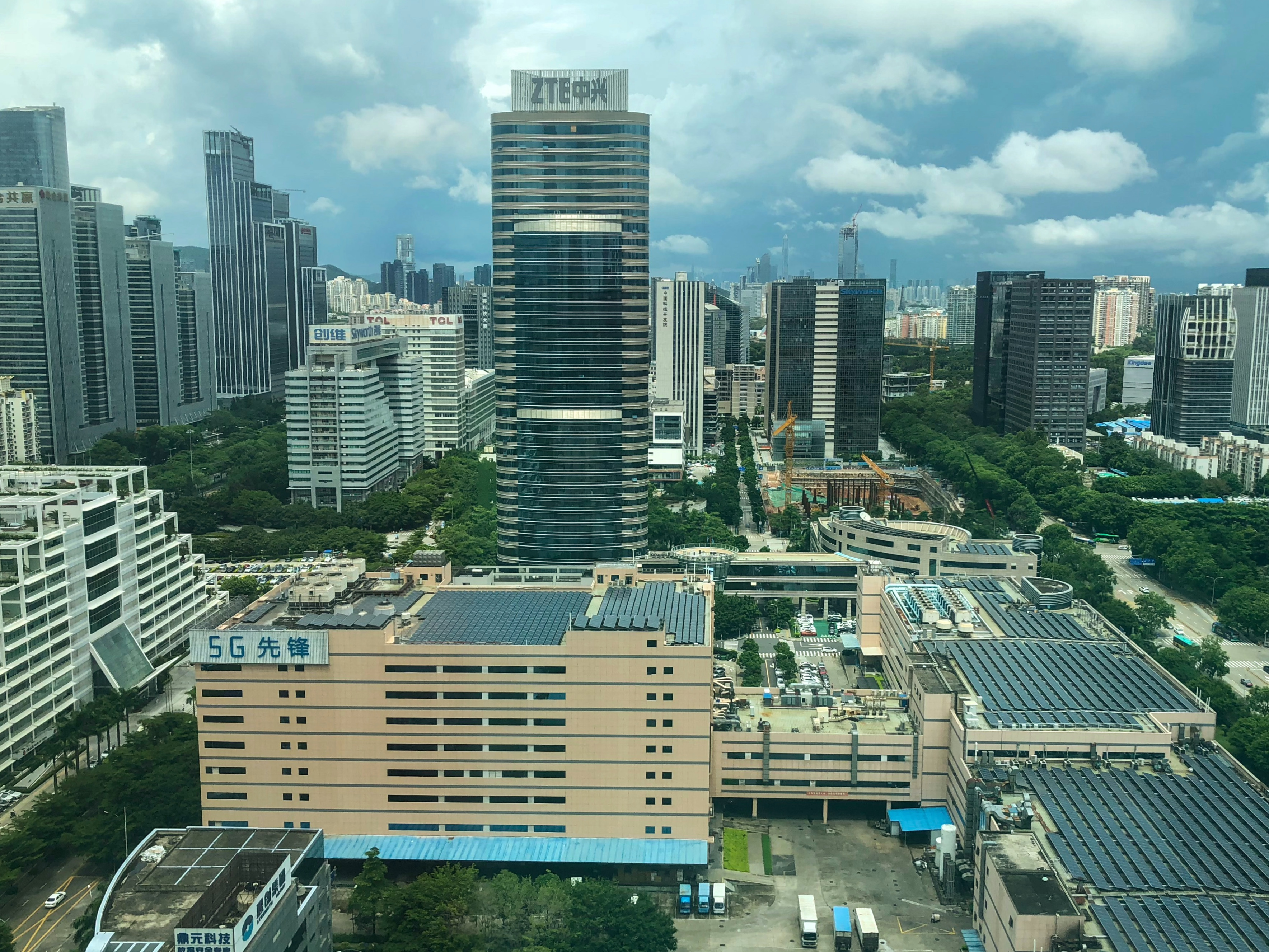
位于深圳南山区科技园的中兴园区

2001年，中興通訊香港公司成立。加入3GPP2（The Third Generation Partnership Project 2）。中興通訊CDMA服務中國聯通，这也是中國自主知識產權的通信設備廠商獲得的首個大規模移動通信網絡建設項目。2002年，中興通訊實現全年主營業務收入110億元。與英特爾（中國）有限公司簽署合作備忘錄，在未來3G無線通信、無線局域網等幾個關鍵領域展開深層次合作。2003年，與微軟（中國）有限公司簽署在電信領域的戰略合作備忘錄。與IBM簽署了合作諒解備忘錄。雙方在商務、技術、產品開發、流程再造和海外市場運營等方面開展積極的合作。時任中共中央總書記胡錦濤來到中興通訊總部視察。勉勵中興抓住機遇，加快「走出去」步伐。在抗擊非典的行動中，成功服務於救災應急指揮系統建設。中興通訊總裁侯為貴入選中國電子信息產業發展研究院主辦的2003年中國信息產業經濟年會評選的「中國信息產業十大年度經濟人物」。
2004年，獨家為雅典奧運會提供寬帶互聯網設備支持。同年H股於港交所上市，當時招股定價為22港元（計及上市後截至2015年的多次送紅股，等同於攤薄後每股約5.6港元）。
2005年，公司確定MTO戰略，開始重點開拓跨國運營商市場。與和黃英國公司簽署30萬部WCDMA終端合同，3G終端首次大規模進入歐洲市場。獲評《商業周刊》「全球IT百強企業」。2006年，為支持國際市場拓展，公司進行機構變革並派遣優秀管理幹部支援海外。與加拿大Telus簽署3G終端合作協議，3G終端首次突破北美主流運營商市場。與FT達成長期戰略合作協議，在固網接入、業務、終端等領域進行深度合作。
2007年，入選「影響中國十佳上市公司」。國際化戰略獲突破，公司國際營收額占公司總收入額的六成左右，國際收入首次超過國內。MTO戰略獲得重要進展，成為Vodafone，Telefonica，Telstra等一流運營商終端供應商，與美國Sprint Nextel在Wimax方面進行合作。獲得中國移動TD-SCDMA首次設備採購51%份額。CDMA出貨量連續兩年位居全球第一。成為2007年發展最快的GSM設備供應商，進入全球前四大設備供應商行列。GPON獲世界寬帶論壇InfoVision創新獎。
2008年，入選全球IT企業百強。獲美國「3G CDMA行業成就獎」。進入全球Top100的51家運營商短名單。服務全球140多個國家和地區的500多家運營商。在中國移動TD-SCDMA的一、二期招標中，獲得36.0%的市場份額；在中國電信CDMA2000的一期招標中，獲得26.9%的累積市場份額；獲得中國聯通UMTS一期招標21.5%的市場份額。與Vodafone簽署系統設備全球合作框架協議，覆蓋公司包括GSM/UMTS/光傳輸等在內的全線系統設備產品。獲香港CSL的UMTS訂單，為客戶實現基於SDR的HSPA+網絡交付。推出全制式九大品類40餘款3G終端產品，銷售突破4500萬部，躋身全球第六。基站發貨量佔據全球新增市場的18%。
2009年，獲2009全球最佳CDMA設備製造商獎。獲「最具競爭力分組傳送網（PTN）方案」等三項大獎。連續五年當選「中國最受尊敬企業」。侯為貴董事長獲第五屆袁寶華企業管理金獎。獲歐洲跨國運營商Telenor UMTS建設合同。攜手荷蘭電信（KPN）集團建設德國、比利時兩國HSPA網絡。全球移動大會（Mobile World Congress）展示面向LTE的新一代融合解決方案。與香港CSL NWM（CSL New World Mobility）打造全球首個基於SDR技術的HSPA+網絡正式商用，下載速率達21Mbps。發佈全球首台對稱10G EPON設備樣機。與高通共同大幅提升WCDMA系統容量與性能。
2010年，胡錦濤總書記蒞臨深圳「戰略性新興產業展」，親切視察中興通訊展區，關注TD-LTE發展。侯為貴董事長當選「深圳經濟特區30年30位傑出人物」之「傑出創新人物」。獲中國大陸專利方面的最高獎項「中國專利獎」兩項金獎。獲世界產權組織和中華人民共和國國家專利局共同評定的中國大陸專利方面的最高獎項「中國專利獎」兩項金獎，累積專利申請數量超過30000件。「新一代無線技術平台」建設工程榮獲國家科學技術進步獎。獲法國投資者協會「2010最佳投資者獎」。CSL-LTE項目榮膺英國GTB「LTE系統設備創新獎」。獲中國TD聯盟「網絡傑出貢獻」等三項大獎。Telenor選擇中興通訊建設匈牙利首個LTE網絡規模部署6000餘基站。與Telefonica部署西班牙首個WiMAX商用網。與UCell在烏茲別克斯坦成功開通LTE網絡，LTE商用合同增至7個。首家推出「xPON+EoC方案」，可快速實現三網融合。CDMA產品以30%份額居全球市場首位。固網寬帶產品佔有率位居全球第二。GSM產品按載頻計居全球前三。光網絡產品按銷售額計居全球第三。無線產品按載頻計居全球第四。終端出貨量突破2億部，居中國大陸廠商第一。
2011年，中興通訊聲明235項LTE基本專利佔比超7%。中興通訊電信級路由器平台榮登“信息產業重大技術發明”榜首中興通訊光網絡年度市場滾動份額全球第三。中興通訊2010年全球國際專利申請量躍居全球第二，2011第一季度PCT專利申請量居全球企業首位。中興通訊為和記電訊在奧地利部署LTE/DC-HSPA+全國網。李長春視察CCBN寄語中興通訊堅持創新振興中國。中興通訊榮獲美國「CTIA 2011年新興技術獎」。和黃選擇中興通訊在瑞典、丹麥獨家建設LTE FDD/TDD雙模商用網。中興通訊獲准首批進入TD-LTE規模試驗網建設。P1與中興通訊聯合展示業內首個WiMAX向TD-LTE融合演進方案。中興通訊聯合高通完成業界首個CDMA2000 1x Advanced IOT測試。Telenor選擇中興通訊在馬來部署5000個HSPA+/LTE站點。斯里蘭卡Mobitel攜手中興通訊開通南亞第一個LTE網絡。中國雲計算大會上，中興通訊展示「CoCloud雲操作系统」，並在南京建成全球雲計算中心。中興通訊與Cell C聯合發布非洲首個42Mbps DC-HSPA+ 900MHz商用網絡。中興通訊ZXR1O T8000率先完成「100G以太網路由器業務部署」。中興通訊獲Frost & Sullivan 2011「最佳光傳輸廠商」和「最佳IPTV廠商」兩項大獎。中興通訊和Sistema簽合資合作諒解備忘錄胡錦濤出席簽字儀式。上半年中興通訊終端整體出貨量實現6000萬部，其中手機達3500萬部。中興通訊推出全球首個LTE商用一體化小型微站。中興通訊完成業界首次TD-LTE與2G/3G網絡互操作。中興通訊率先實現多信道Tbit超長距離傳輸在超100G領域創世界紀錄。中興通訊全球首款TD-LTE多模雙待智能手機亮相大運會。中興通訊業界首家完成TD-LTE/TD-SCDMA/GSM互操作測試。中興通訊總裁史立榮入選2011年度全球通訊行業人物百強。
2012年，中興通訊獨家實現下一代PON產品規模發貨。中興通訊2011年國際專利申請量躍居全球企業第一。中興通訊政企網去年增90%擬加強解決方案行業定制與整合。中興通訊攜手印度最大移動運營商巴帝電信發布南亞首個TD-LTE商用網絡。中興通訊與瑞典Hi3G簽署戰略合作協議中瑞兩國領導人出席簽字儀式。中興通訊首家發布面向全網絡層400G及1T DWDM原型機。中興通訊400G/1T光傳輸現場試驗在歐洲取得重大突破。KPN比利時選擇中興通訊部署統一融合核心網。中興通訊發布全球最薄四核智能機Grand Era。中興通訊榮獲BBWF 2012最佳寬帶合作夥伴Infovision大獎。中興通訊智能手機三季度全球出貨量躋身第四。中興通訊推出LTE綠色創新節能解決方案。國開行加大與中興通訊戰略合作未來5年合作額度提升至200億美元。GoTa被ITU國際標准採納中國在通信標準領域再獲突破。中興通訊助力中國移動香港推出全球首個TD-LTE/LTE FDD融合網絡成為中國移動第一大LTE設備供應商。
2015年宣佈A股和H股以10送2比例派發紅股。
2016年，中興通訊旗下独立品牌努比亚签下球星基斯坦奴·朗拿度成为代言人。中興通訊赞助门兴格拉德巴赫足球俱乐部。
2017年3月，中興通訊與美國政府達成和解協議，換取解除制裁。
2018年4月16日，美国商務部宣布因中兴違反和解協議，重新对中兴开始實施长达7年的出口禁令。2018年4月20日，中興董事長殷一民表示美國的禁令可能導致該公司「进入休克状态」。中国国资委研究中心认为中兴通讯在欧美国家缺乏法律意识和保密意识，相关应对行为非常愚蠢和被动。
2018年5月，NTT DoCoMo宣佈暫停採購中興製造的智能手機與零件。
2019年8月7日，美國总务署、美国国防部以及NASA在美國总务署网站上宣佈，以“公共安全”及“国家安全”为由，拟从8月13日起，禁止美国联邦机构购买或使用中兴通讯電信设备。
2019年11月22日，联邦通信委员会表示，中兴对美国构成"国家安全威胁"，美国乡村地区的移动通信运营商不得使用联邦资助资金从中兴购买装备或服务。
2020年6月30日，美國聯邦通信委員會宣布將中兴通讯列入“威脅國家安全名單”，这意味着美国将無法使用該部門的撥款採購中兴的產品。
2021年7月10日，中興通訊發盈喜，預計6月止上半年歸屬股東淨利潤介乎38元至43億人民幣，按年增長104.6%至131.5%。中興通訊指期內營業收入增長、毛利率持續恢復改善，盈利能力大幅提升。
2022年3月23日，中兴通讯发布公告稱：公司于美国时间3月22日收到法院判决，裁定不予撤销中兴通讯的缓刑期，即缓刑期将于原定的2022年3月22日（美国时间）届满，且不附加任何处罚，并确认监察官任期将于原定的2022年3月22日（美国时间）结束。据路透社报道，美国一名法官3月22日裁定，中国电信设备制造商中兴通讯应被允许结束其2017年认罪后的五年合规观察期。这一裁决是在该公司因非法向伊、朝输送美国技术而接受五年合规观察的最后一天做出的。

### 美国制裁中兴事件
| 年份   | 事件 |
| ------ | --- |
| 2016年 | 中兴被美国政府指控将带有美国限制技术的手机等产品销售到伊朗和北韓等受到美国制裁的国家，3月时，中兴被美国政府列入被禁实体清单。 |
| 2017年 | 中兴承认向伊朗和北韓出售带有美国限制技术的手机等产品，并阻碍美国政府的调查。3月时，中兴接受11.9亿美元的罚金并达成和解。       |
| 2018年 | 因违反制裁条款，美国商务部於2018年4月禁止所有美国公司在七年内向中兴公司出售零部件。2018年7月禁令解除。                        |

### 被禁止加入加拿大5G网络
2022年5月19日，加拿大宣布以「公共安全」及「国家安全」为由，禁止华为和中兴加入其5G网络及移除设施。加拿大联邦政府政策声明，要求其供应商在2024年6月28日之前，从华为和中兴移除或终止5G设备。而2027年12月31日之前，移除或终止这些公司提供的任何现有4G设备。

## 外部連結
- 中興全球（页面存档备份，存于）
- 中興中國（页面存档备份，存于）